# Hoo St. Werburgh
Hoo St Werburgh is een civil parish in het bestuurlijke gebied Medway, in het Engelse graafschap Kent. De plaats telt 8945 inwoners.
Het ligt op het schiereiland Hoo.